# تشاه غرغ (نرغسان)
تشاه غرغ (بالفارسية: چاه گرگ) هي قرية تقع في إيران في قسم نرغسان الریفي. يقدر عدد سكانها بـ 46 نسمة .